# Bogotà
Bogotà (ufficialmente Bogotá, Distrito Capital e durante la dominazione spagnola e dal 1991 al 2000 Santa Fe de Bogotá) è la capitale della Colombia e del dipartimento di Cundinamarca. Conta 10 milioni di abitanti (2017).
Entità territoriale di primo ordine con poteri amministrativi solitamente riservati dalla Costituzione colombiana ai dipartimenti, è il maggiore centro culturale ed economico del paese. Divisa in 20 distretti, è sede dei principali edifici governativi (Gobierno nacional). Il sindaco della città (Alcalde Mayor) è eletto ogni 4 anni insieme al Consiglio distrettuale.
È situata al centro della Colombia, nella regione nota come la Savana di Bogotá, parte dell'Altiplano Cundiboyacense, nella Cordigliera Orientale delle Ande. Con 2640 m s.l.m. è la terza capitale sudamericana per altitudine dopo La Paz e Quito.
Il nome Bogotá deriva dalla parola indigena Bacatá, che indica un tipo di agricoltura praticata dagli indigeni Muisca.

## Storia
La fondazione di fatto della città di Bogotà fu celebrata il 6 agosto 1538 dallo spagnolo Gonzalo Jiménez de Quesada, che realizzò anche la fondazione giuridica nell'aprile del 1539 insieme a Nikolaus Federmann. La città fu battezzata Santa Fé, nome che mantenne fino al 1819.
Durante la maggior parte del periodo coloniale, Bogotà fu la sede del governo del Vicereame della Nuova Granada. Insieme a Cartagena de Indias, fu la città più importante nel territorio che oggi costituisce la Colombia.
Il 12 luglio 1785 subì le devastazioni di un violento terremoto.
Alexander von Humboldt visitò Bogotà dal 1800 fino al 1804 e la denominò Atenas sudamericana per le sue istituzioni culturali e scientifiche, tra le quali vi era il primo osservatorio astronomico del Sudamerica fondato da José Celestino Mutis.
A Bogotà vi era anche la sede militare del vicereame del Perù, perché nella città è nato il movimento indipendentista colombiano, che il 20 luglio 1810 ottenne la prima indipendenza della Colombia, persa nuovamente poco dopo. Solo più tardi, nel 1819, la Colombia ottenne l'indipendenza definitiva.

### Periodo repubblicano
Dopo l'indipendenza del 1819, la città adottò il nome indigeno di Bogotà e divenne la capitale dello stato della Grande Colombia, che si sciolse poco dopo, con la nascita degli attuali stati di Colombia, Ecuador e Venezuela. La storia della Colombia e di Bogotà nel resto di questo secolo è una continua guerra civile. All'inizio del XX secolo la popolazione della città era di circa 100 000 abitanti.

### XX secolo
Con il nuovo secolo iniziò anche un periodo molto florido per l'urbanistica della città. Furono intrapresi numerosi progetti come la costruzione della città universitaria degli anni trenta. Tra il 1940 e il 1960 furono costruiti numerosi palazzi influenzati dallo stile dell'architetto Le Corbusier.
Il forte progresso di questi anni fu interrotto con la morte di Jorge Eliécer Gaitán il 9 aprile 1948 giacché, in seguito a quest'avvenimento (ricordato con il nome Bogotazo), la città fu saccheggiata e distrutta.
La dittatura militare degli anni cinquanta, diretta dal generale Gustavo Rojas Pinilla, contribuì allo sviluppo cittadino, principalmente con la costruzione dell'Aeroporto Internazionale El Dorado e del Centro Internacional, ultramoderno per l'epoca.
A partire dagli anni novanta, la città sperimenta cambiamenti importanti sotto le amministrazioni dei sindaci Antanas Mockus e Enrique Peñalosa. Inizia la costruzione del sistema di trasporti di massa TransMilenio.

### XXI secolo
Nel 2000 Antanas Mockus è stato eletto nuovamente come guida della città. Nel 2004 gli succede il socialista Luis Eduardo Garzón, ex sindacalista e primo sindaco di sinistra di Bogotà.

## Geografia fisica

### Territorio

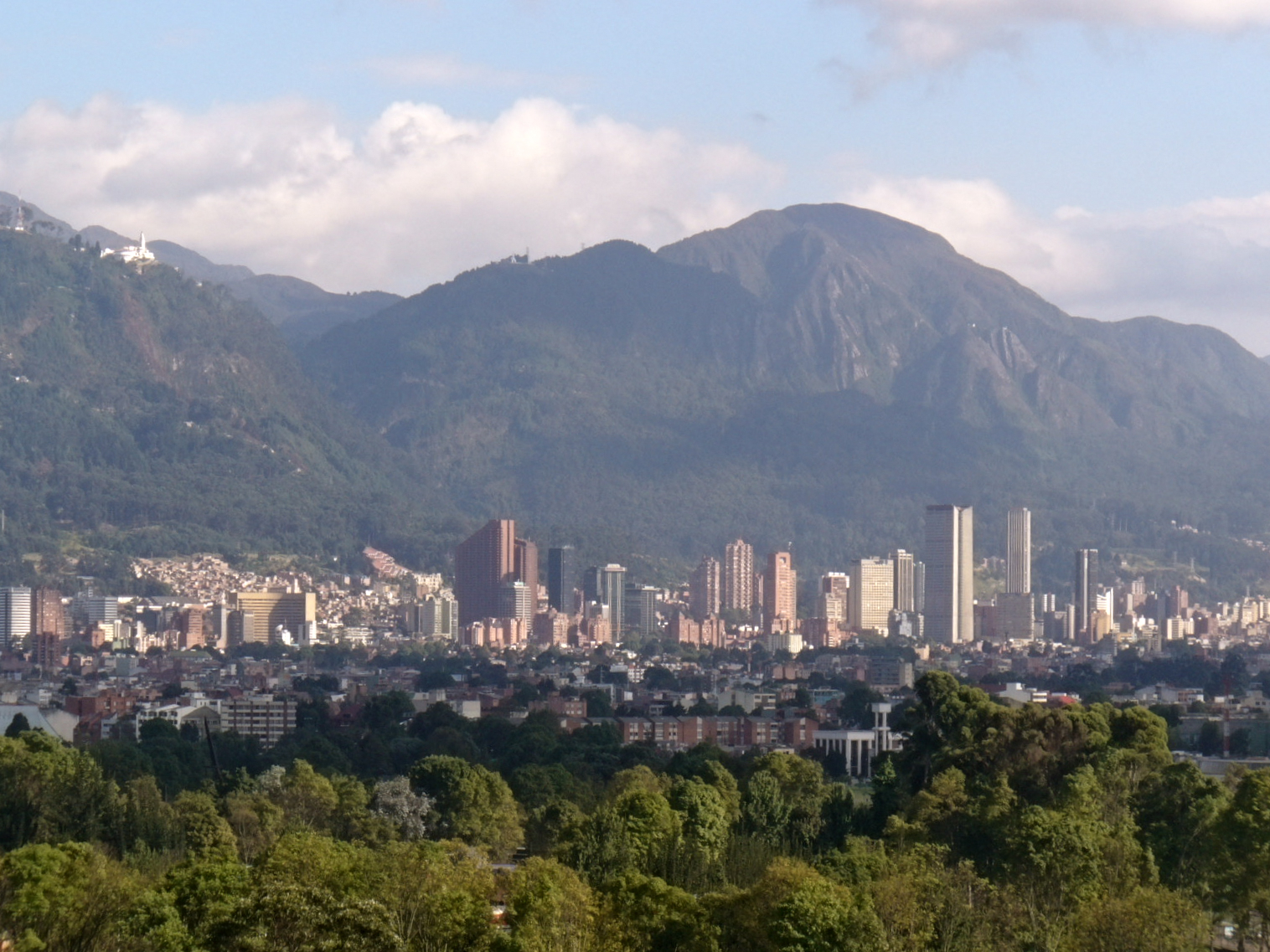
Vista di Bogotà e del Monserrate.

La città si trova nella Savana di Bogotá, su un altipiano a un'altitudine di 2 640 metri sul livello del mare. Si estende per 1732 km², con una densità di popolazione di circa 20 000 abitanti per km². Il territorio dove è stata costruita la città anticamente era occupato da un lago. Ciò è evidenziato dalle molte zone umide presenti nei settori non urbanizzati della savana. Quando arrivarono i primi conquistadores questo territorio era una specie di grande stagno.
La città si trova sulla Cordillera Oriental Colombiana, ed è delimitata da un sistema montuoso dal quale si staccano i massicci di Monserrate e del Cerro de Guadalupe ad est della città.
Il suo fiume più importante è il Rio Bogotà, altri fiumi importanti sono il Fucha e il Salitre i quali sono affluenti del Rio Bogotà.
Nelle vicinanze della città, c'è la grande riserva naturale della regione del Sumapaz, che è più estesa della città stessa.

### Clima
Per via dell'altitudine a cui sorge, Bogotà ha un clima temperato con basse oscillazioni termiche durante tutto l'anno, a causa della sua vicinanza all'equatore, con temperature che variano da 6 a 22 °C, con una media annua di 14 °C. Talvolta, nei periodi secchi, la temperatura di notte può scendere sotto lo zero, provocando gelate mattutine che possono causare danni all'agricoltura. Le stagioni, come altre località situate nei pressi dell'equatore, sono solamente due, una umida e una secca. Le precipitazioni sono abbondanti da marzo a maggio e in ottobre e novembre, quasi in coincidenza, rispettivamente, con l'equinozio di primavera e d'autunno nell'emisfero nord, poiché in questi periodi il sole attraversa l'equatore e la radiazione solare è più elevata, aumentando il calore nelle foreste e favorendo la formazione di nubi nelle zone montagnose.
La nebbia è piuttosto comune a Bogotà, essendo presente 220 giorni all'anno con una prevalenza nel periodo da ottobre a marzo, mentre molto raramente, in occasione di acquazzoni pomeridiani, può cadere la grandine. La temperatura più alta mai registrata è stata di 30,0 °C, mentre la minima è stata di −7,1 °C, entrambe rilevate all'Aeroporto Guaymaral.
| Bogotà (1971-2000)  | Mesi | Mesi | Mesi | Mesi | Mesi | Mesi | Mesi | Mesi | Mesi | Mesi | Mesi | Mesi | Anno  |
| Bogotà (1971-2000)  | Gen  | Feb  | Mar  | Apr  | Mag  | Giu  | Lug  | Ago  | Set  | Ott  | Nov  | Dic  | Anno  |
| ------------------- | ---- | ---- | ---- | ---- | ---- | ---- | ---- | ---- | ---- | ---- | ---- | ---- | ----- |
| T. max. media (°C)  | 19,2 | 19,4 | 19,3 | 18,4 | 18,3 | 17,8 | 17,2 | 16,6 | 17,2 | 17,2 | 18,4 | 18,8 | 18,1  |
| T. media (°C)       | 14,3 | 13,9 | 13,7 | 13,5 | 13,4 | 13,1 | 12,9 | 12,7 | 13,2 | 13,4 | 13,5 | 13,8 | 13,5  |
| T. min. media (°C)  | 5,6  | 7,4  | 8,5  | 9,2  | 9,3  | 9,1  | 8,7  | 7,1  | 8,2  | 8,6  | 8,7  | 8,0  | 8,2   |
| Precipitazioni (mm) | 50   | 68   | 91   | 135  | 120  | 54   | 35   | 45   | 70   | 137  | 127  | 81   | 1 013 |
| Giorni di pioggia   | 9    | 12   | 14   | 18   | 19   | 17   | 15   | 14   | 16   | 21   | 16   | 11   | 182   |
| Giorni di nebbia    | 25   | 21   | 21   | 17   | 17   | 12   | 11   | 14   | 17   | 20   | 21   | 24   | 220   |

## Ambiente
La maggior parte delle zone umide della regione di Bogotà sono scomparse. Negli anni '60 coprivano quasi 50 000 ettari, rispetto ai soli 727 del 2019, con un tasso di scomparsa del 98%.

## Politica
La città si trova nel Distrito Capital, il quale organizza e amministra la città e i suoi sobborghi.

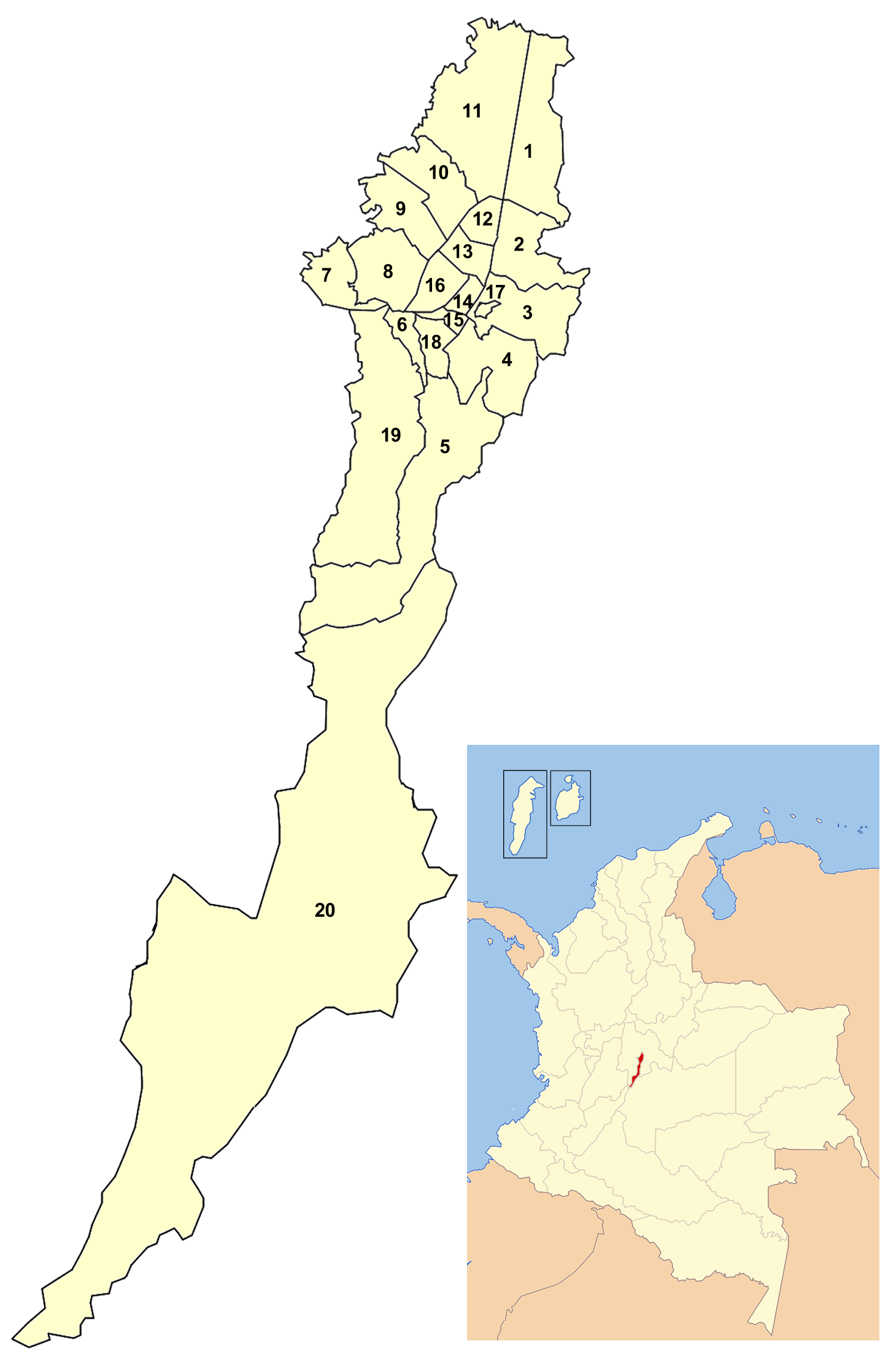
Distretti di Bogotà

I distretti (localidades) di Bogotà sono:
1. Usaquén
2. Chapinero
3. Santa Fe
4. San Cristóbal
5. Usme

1. Tunjuelito
2. Bosa
3. Ciudad Kennedy
4. Fontibón
5. Engativá

1. Suba
2. Barrios Unidos
3. Teusaquillo
4. Los Mártires
5. Antonio Nariño

1. Puente Aranda
2. La Candelaria (Centro storico)
3. Rafael Uribe Uribe
4. Ciudad Bolívar
5. Sumapaz

## Arte e cultura
Bogotà dispone di un'ampia offerta culturale che è aumentata sensibilmente negli ultimi tempi.

### Monumenti ed edifici di interesse
Edifici religiosi

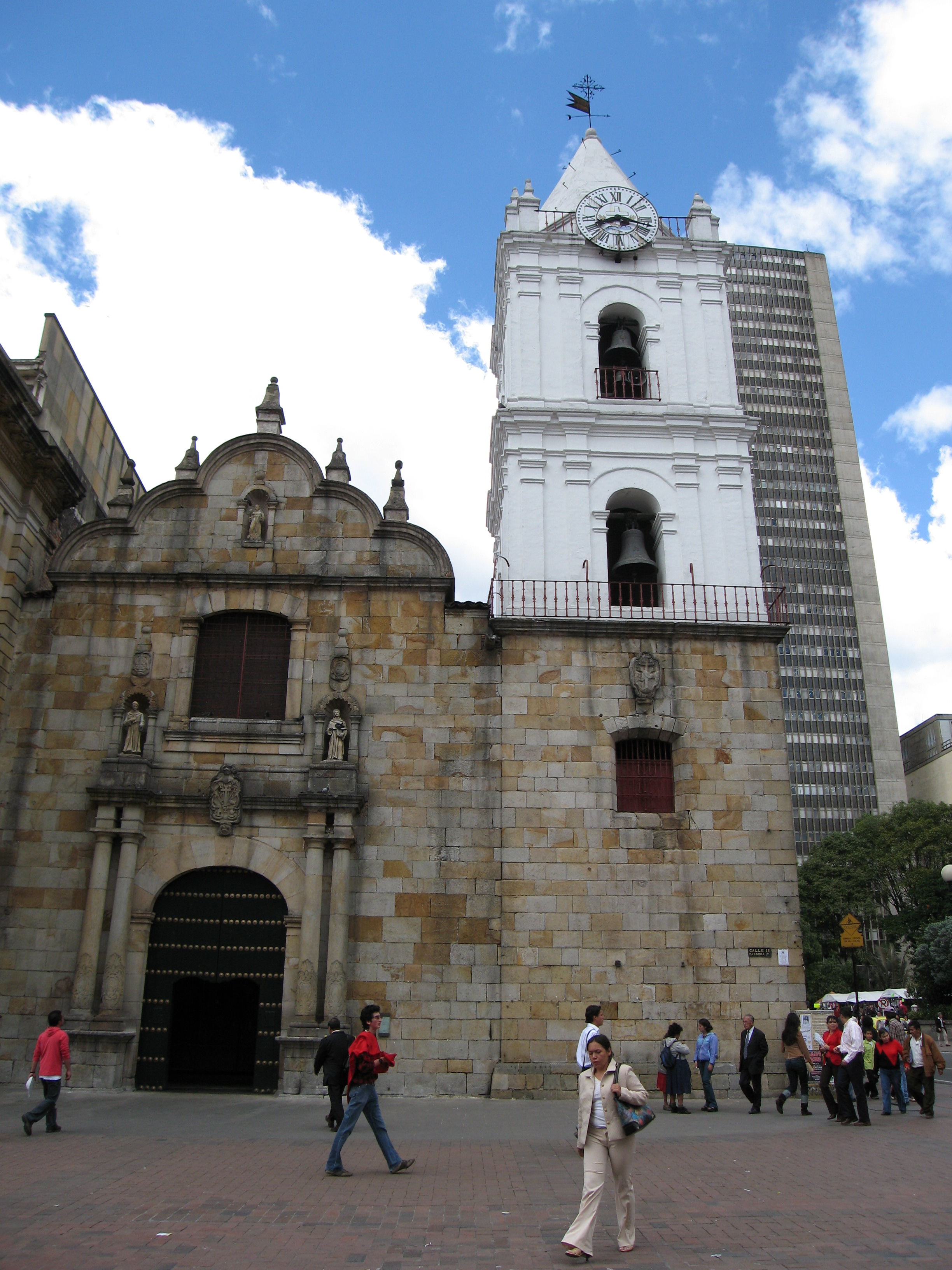
Chiesa di San Francesco

- Chiesa di San Francesco, 1550: sita nella Avenida Jiménez, all'incrocio con carrera Séptima. La sua costruzione data tra il 1550 e il 1567, con successivi restauri e ampliamenti nel 1611, 1623, nel periodo tra il 1785 e il 1794 e per ultimo, nel periodo tra il 1988 e il 1990.[8][9][10] Nel 1917 perse i suoi chiostri per lasciar spazio al Palazzo di San Francesco. È la chiesa più antica che si conserva in Bogotá.
- Chiesa della Veracruz, 1554: Ubicata nella calle 16 con la carrera Séptima. È stata ristrutturata nel 1631, 1664, 1910 e nel 1960. Nel 1816 vi furono interrate circa 80 salme di alcuni personaggi protagonisti della guerra d'indipendenza.
- Chiesa del Terzo Ordine, anche chiamata "chiesa delle Stigmate", si trova all'incrocio della Carrera séptima con calle 16. Forma un tutt'uno con le chiese di San Francesco e di Veracruz. Fu eretta tra il 1761 e il 1780.
- Chiesa di Nostra Signora di Egitto, 1556.
- Chiesa di Nostra Signora del Carmine, 1560: attualmente officiata dai salesiani. L'edificio originale si trovava dove oggi vi è un teatro-ristorante. L'attuale chiesa del Carmine fu costruita negli anni 1930
- Chiesa di Santa Barbara, 1560.

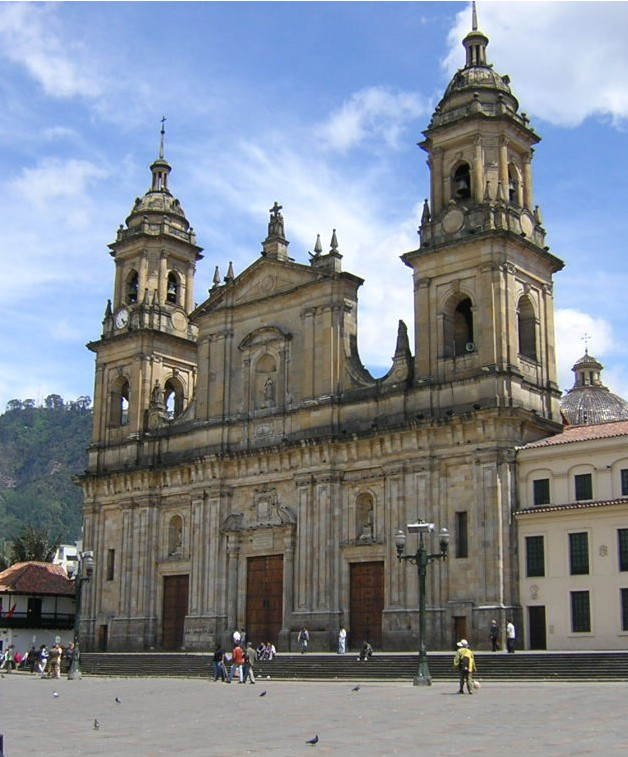
Cattedrale Primaziale della Colombia

- Cattedrale Primaziale della Colombia, 1572: la sua torre fu costruita nel 1631, fu poi restaurata nel 1790 da frate Domingo de Petrés e modificata a metà del XX secolo.[11]
- Cappella di San Filippo Neri, 1575.
- Chiesa di Nostra Signora di Belén, 1580.
- Chiesa di Nostra Signora delle Nevi, 1581.
- Chiesa della Concezione, 1583.
- Chiesa di San Diego, 1606.
- Chiesa di Sant'Ignazio, 1610: chiesa dei gesuiti

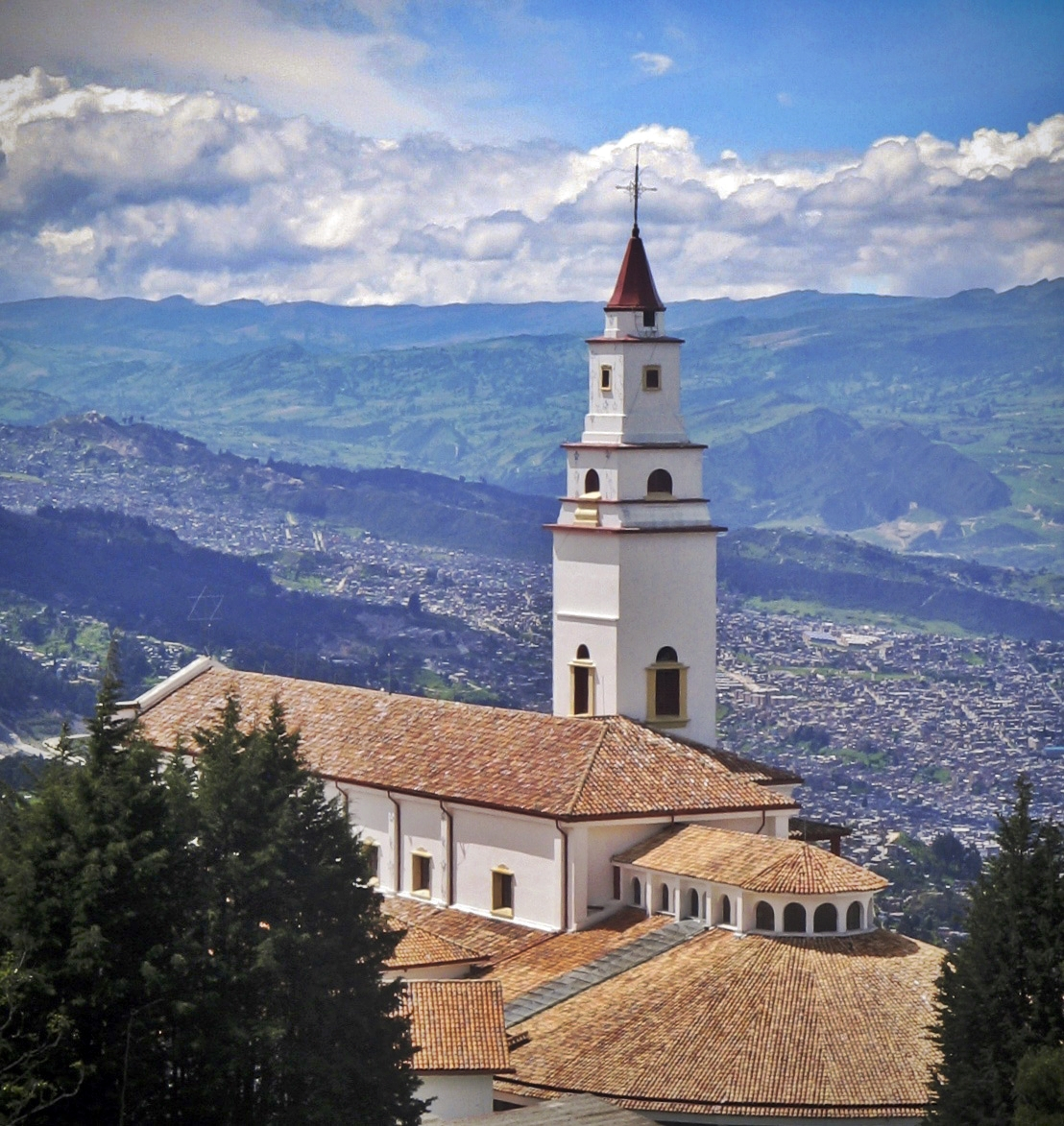
Santuario di Monserrate.

- Eremo di Monserrate, 1620: costruita sulla collina Monserrate e restaurata nel 1925.
- Chiesa di Santa Chiara, 1629: dotata di una grande collezione di dipinti, è attualmente un museo.
- Chiesa di Sant'Agostino, 1637: costruita per l'Ordine di Sant'Agostino sulla riva del fiume Manzanares (attuale avenida Sexta).
- Chiesa delle Acque, 1640.
- Cappella di La Bordadita, 1653. Piccola chiesa costruita dal domenicano frate Cristóbal de Torres y Motones è assegnata all'Università del Rosario, essendo stata costruita simultaneamente al chiostro della medesima nel 1653. Ristrutturata più volte, gli ultimi lavori importanti furono realizzati negli anni 1919 e 1955.
- Chiesa della Candelaria, la cui costruzione ebbe inizio nel 1686 e terminò nel 1703.

Altri edifici

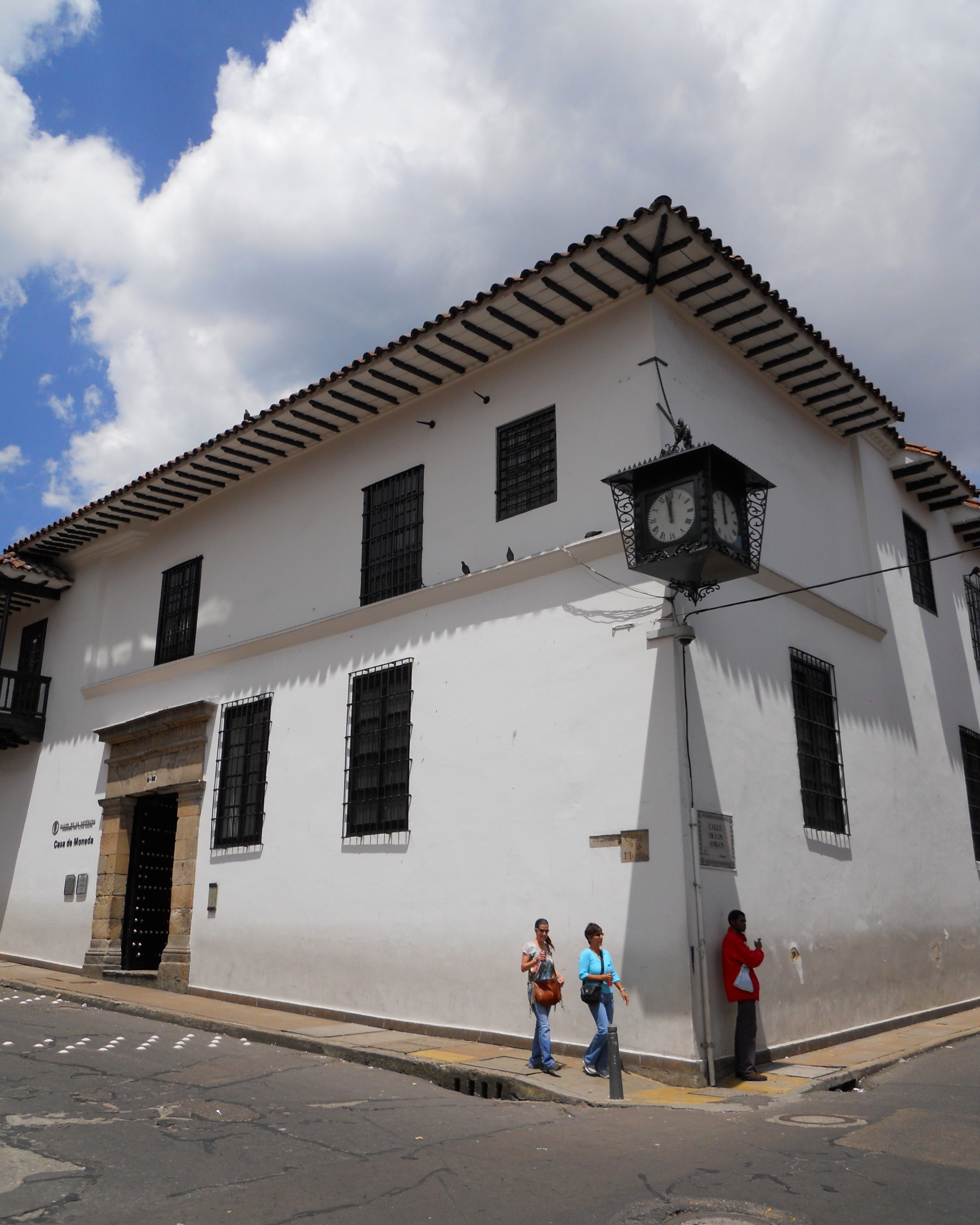
Casa de la Moneda, l'antica zecca

- Casa de Moneda de Colombia, 1621: ex zecca della Colombia, nel 1975 fu dichiarata Monumento nazionale[12] consolidandosi così come museo di arte e numismatica.
- Osservatorio astronomico nazionale della Colombia, costruito nel 1803 dall'architetto Domingo de Petrés.
- Museo di Arte Coloniale di Bogotá, noto anche come Casa de las Aulas, 1604: Ubicato nella Carrera 6.º al No. 9-77.[13]

### Musei

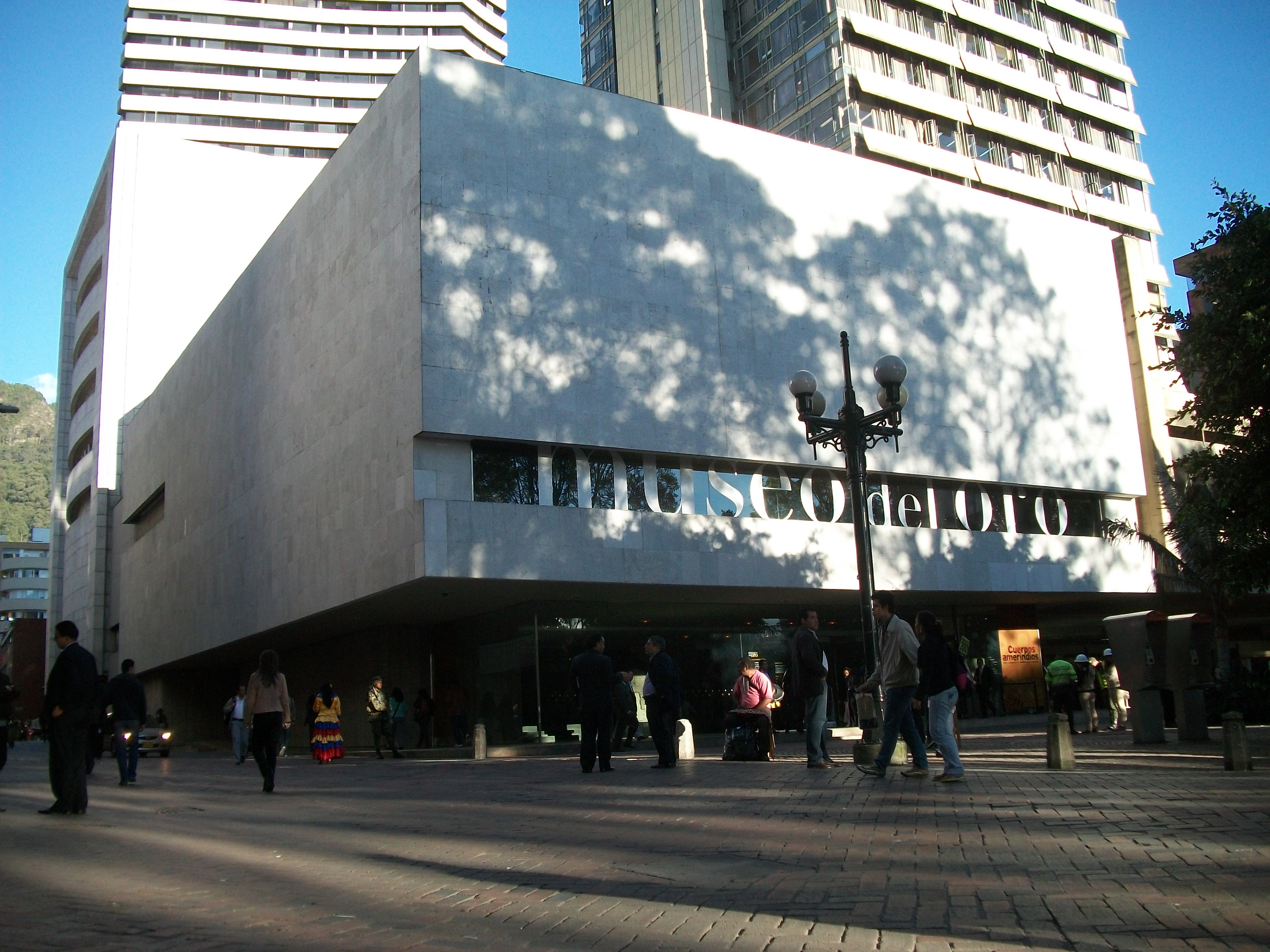
Il Museo del Oro in Bogotà

Attualmente la città offre 58 musei, tra i quali sono da citare: 
- Il Museo dell'oro del Banco della Repubblica, che ha la maggiore collezione di reperti precolombiani al mondo.
- Il Museo Botero, dove si possono ammirare, oltre che numerose opere di Fernando Botero, anche quelle di altri artisti molto significativi, come Picasso, Mirò, Edgar Degas, Claude Monet, e tanti altri.
- Il Museo de Arte Moderno de Bogotá (MAMBO)
- Il Museo Nacional de Colombia
- Il Museo de Arte Colonial
- La Quinta de Bolívar
- Il Museo de Chico
- Il Biblioteca Nacional
- Il Museo de los Niños de Bogotá
- 62 gallerie d'arte.

Bogotà ospita, inoltre, il Festival Iberoamericano de Teatro, evento che si celebra ogni due anni, e riunisce numerosi artisti e compagnie teatrali provenienti dalla Spagna e da molti paesi dell'America Latina. Bogotà conta anche un buon numero di sale teatrali (45 in totale), ma il più importante è il Teatro Colón. La città è anche sede di un festival del cinema, il Festival de Cine de Bogotá, che permette di far conoscere al mondo i talenti sudamericani. Il principale polo culturale della città si incontra nel quartiere La Candelaria, nel centro storico della città.
Infine Bogotà ha numerose biblioteche (se ne contano 33), ma la più importante è la Biblioteca Luis Ángel Arango, che conta più di quattro milioni di volumi.

### Turismo

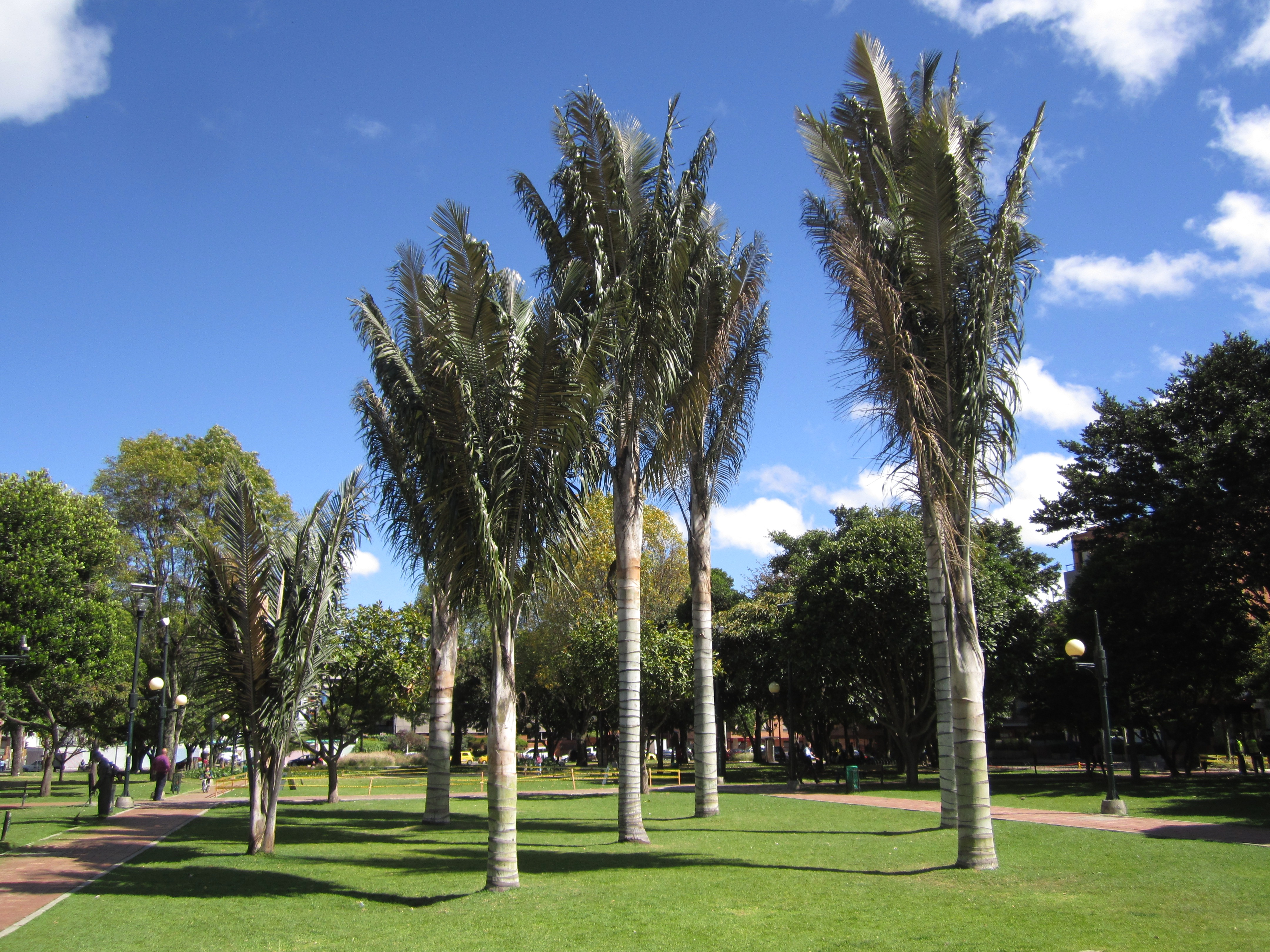
Parco della 93.

Negli ultimi tempi Bogotà è diventata una meta turistica di grande interesse. Se infatti negli anni 80 e 90 il crimine organizzato teneva lontano i turisti dalla capitale, ormai grazie ad alcune importanti iniziative sono stati compiuti rilevanti passi avanti. Nel 2007 è stato creato l’Instituto Distrital de Turismo, che si occupa di pubblicizzare e promuovere l'immagine della città. Sono state realizzate anche grandi campagne pubblicitarie per sensibilizzare i turisti di tutto il mondo. Nella città, grazie anche ad una maggiore sicurezza, sono sorti moltissimi alberghi, alcuni di extra-lusso, che hanno ulteriormente lanciato l'economia turistica della città. Le principali attrattive sono il centro storico (La Candelaria), i grandi parchi botanici, il planetarium e i diversi osservatori astronomici. Nel 2010 la città ha ospitato circa 1,4 milioni di turisti.

### Musica
A Bogotà si tiene ogni anno dal 2010 il Festival Estéreo Picnic, che ospita artisti di fama nazionale e internazionale.

## Cultura

### Istruzione
La città ha uno dei migliori sistemi educativi del paese, sia a livello di scuola di base che universitario. Però, a causa della forte immigrazione il servizio statale non è sempre sufficiente, e ciò ha portato alla nascita di numerosi istituti privati. Bogotà dispone di un gran numero di università, sia pubbliche che private. Ecco le più importanti:

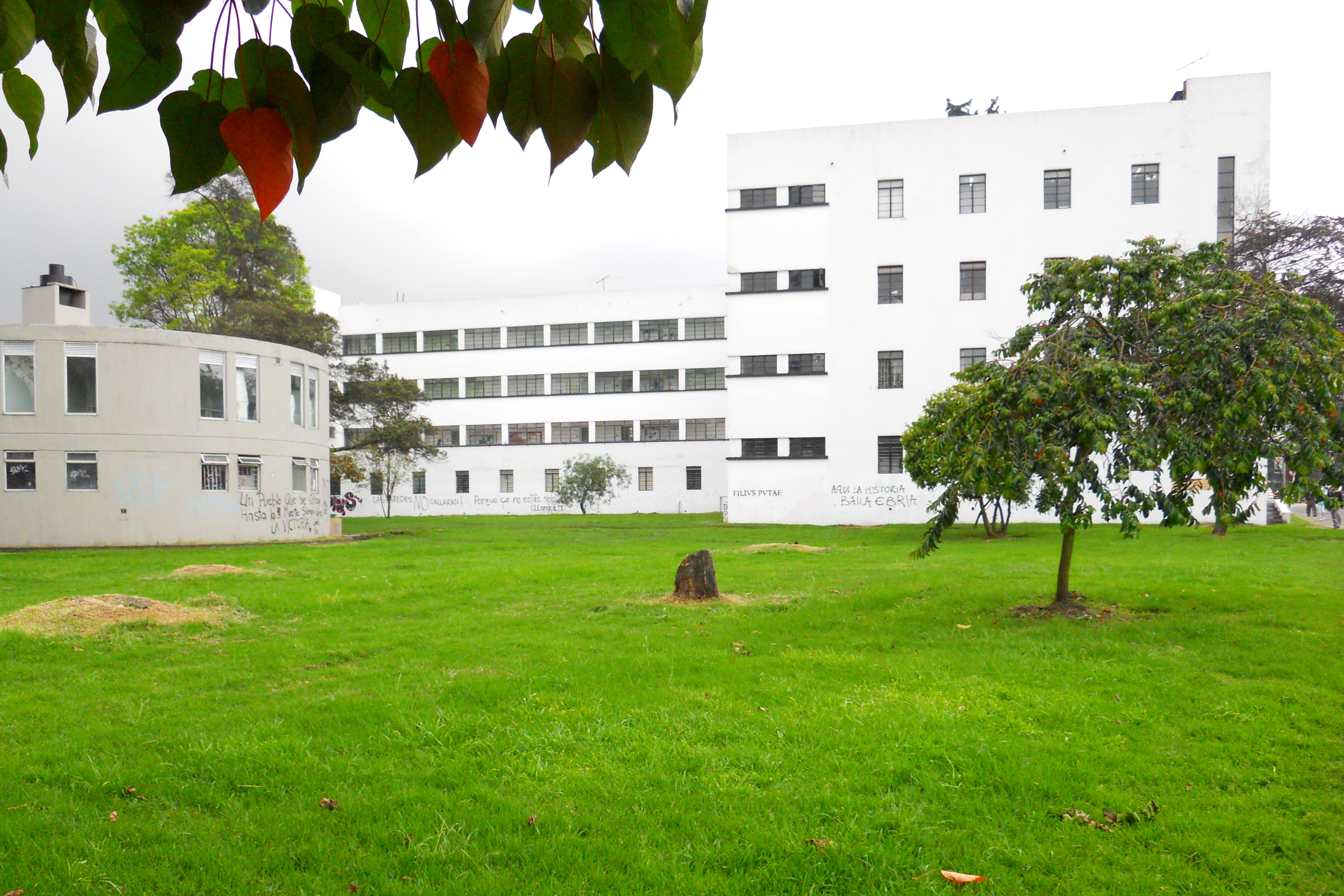
Universidad Nacional.

- Universidad Politecnico Grancolombiano
- Universidad Nacional de Colombia
- Universidad Santo Tomás.
- Università militare Nueva Granada
- Università Cattolica di Colombia
- Universidad de Los Andes
- Pontificia Universidad Javeriana
- Universidad de La Salle
- Universidad de La Sabana
- Universidad Distrital
- Universidad Autónoma de Colombia
- Universidad del Rosario
- Universidad Externado de Colombia
- Universidad Pedagógica Nacional
- Escuela Colombiana de Ingeniería
- Universidad Central
- Universidad La Gran Colombia
- Universidad Libre
- Universidad Jorge Tadeo Lozano
- Universidad de América
- Universidad El Bosque

## Infrastrutture e trasporti

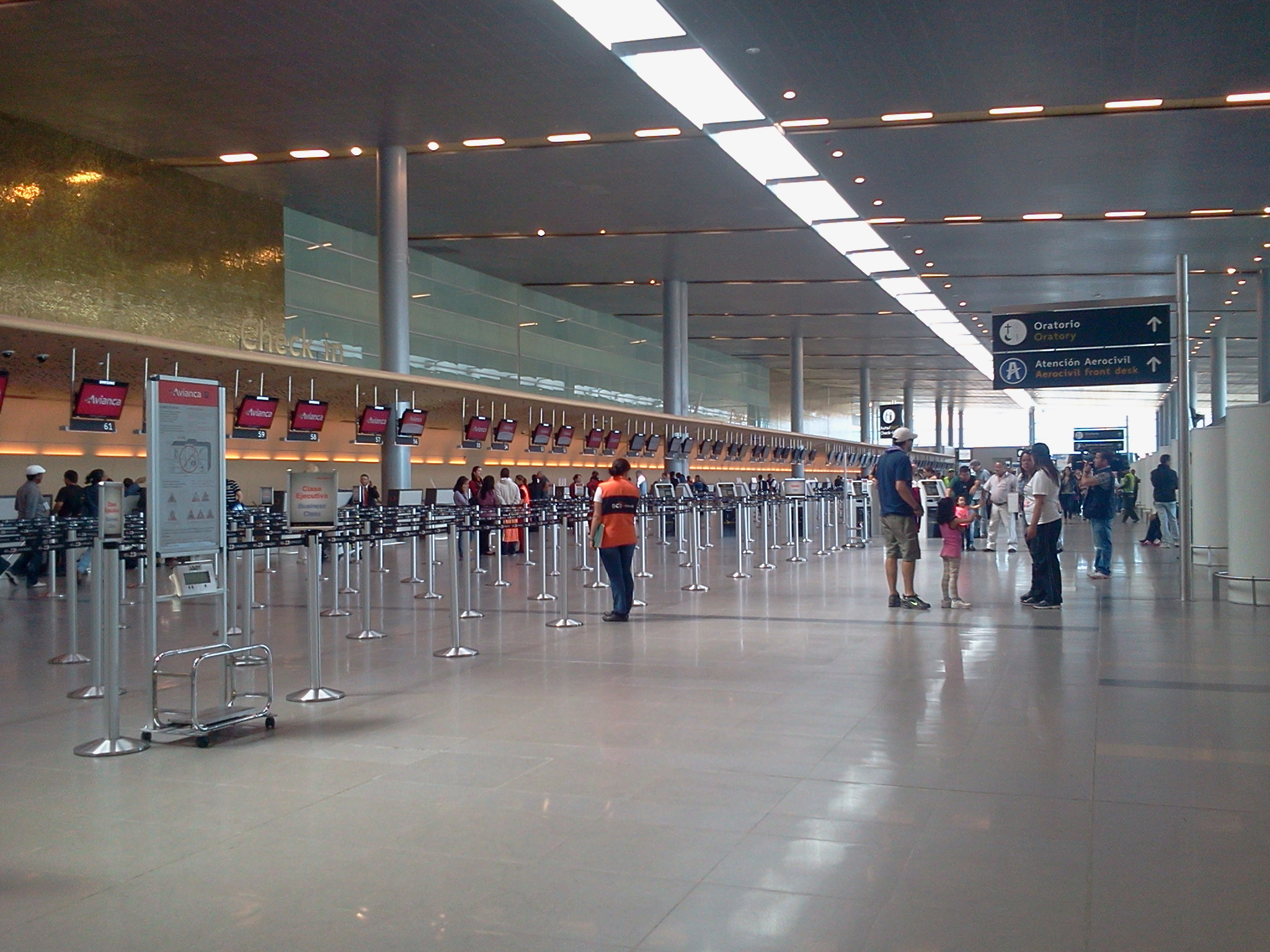
Aeroporto El Dorado.

La capitale della Colombia ha una rete di piste ciclabili molto estesa. Durante i fine settimana, la lunghezza dei percorsi stradali dedicati unicamente al traffico ciclabile ammontano a un totale di 100 km. È pure presente un servizio di autobus veloce denominato TransMilenio.
La città è servita dall'Aeroporto Internazionale di El Dorado.

## Parchi pubblici

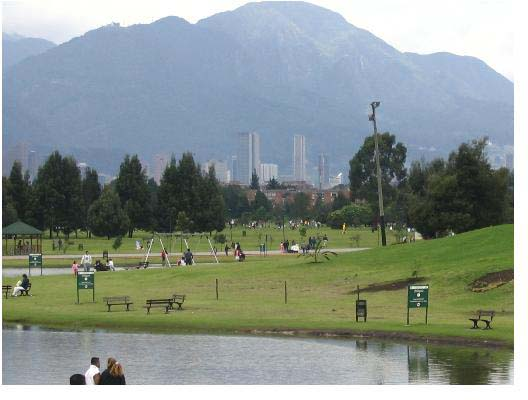
Parco Simón Bolívar.

La città ha molte zone verdi, dove i cittadini sono soliti trascorrere i loro momenti liberi:
- Parque Metropolitano Simón Bolívar
- Parque El Salitre
- Parque Los Novios
- Parque Sauzalito
- Parque La Florida
- Parque San Andrés
- Parque Tunal
- Parque Nacional
- Parque Timiza
- Parque Tercer Milenio
- Parque de Bachué II settore, grazie al contributo dell'ingegnere Alejandro Diaz.

## Sport

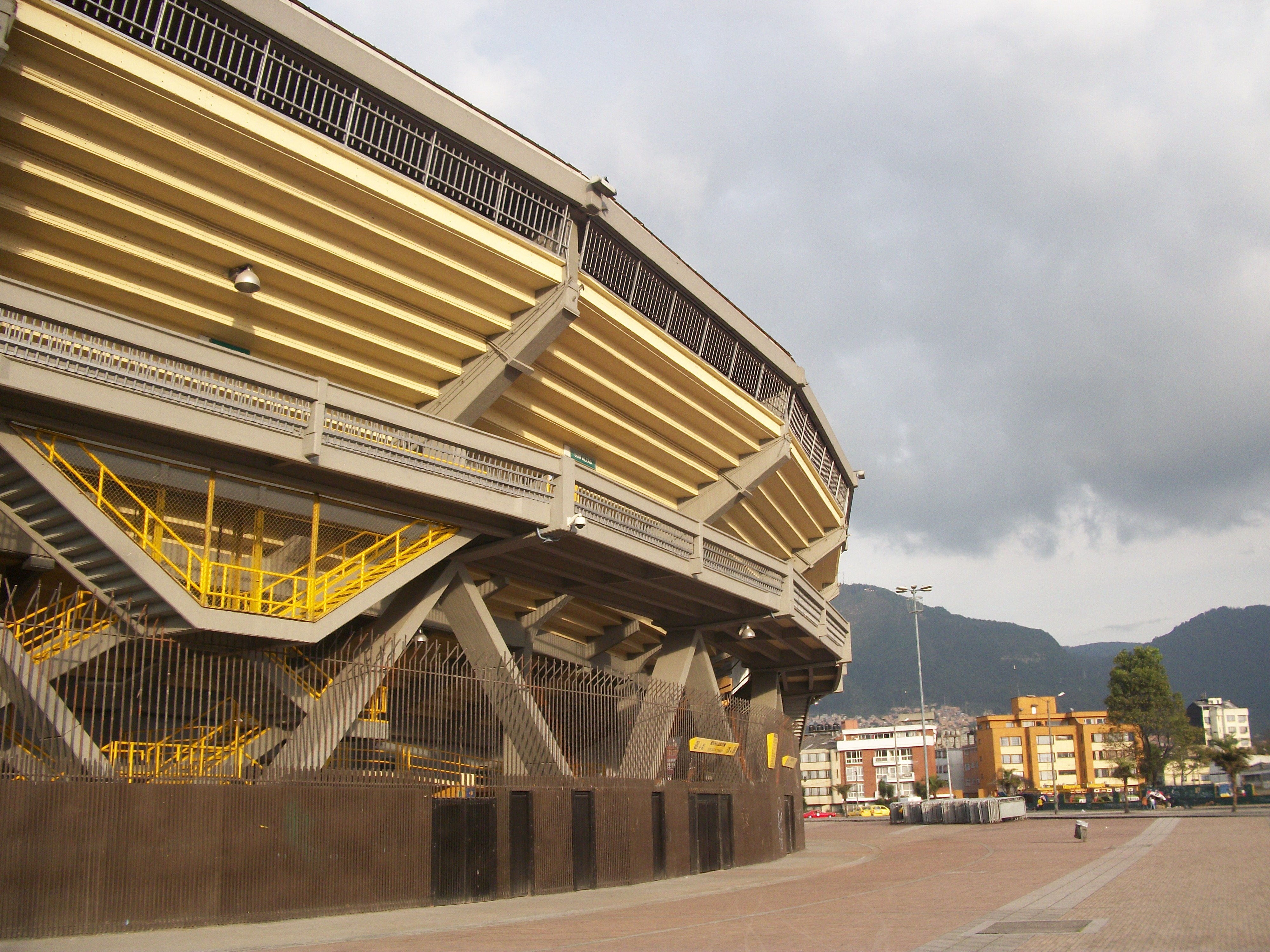
Stadio El Campín.

Bogotà ospita diversi impianti sportivi, ma lo sport più amato e più seguito dai bogotani è il calcio; le principali squadre sono il Millonarios, dove giocò il grande Alfredo Di Stéfano, il Santa Fe e l'Equidad Club Deportivo. Lo stadio più importante è El Campín, dove giocano Millonarios e Santa Fe.

## Amministrazione

### Gemellaggi
La città è gemellata con:
- Miami, dal 1971
- Cadice, dal 2008[16]
- Chicago, dal 2009[17]
- Seul, dal 1982[18]

Inoltre Bogotá partecipa alla Unione delle Città Capitali della America latina (Unión de Ciudades Capitales Iberoamericanas - UCCI) che raggruppa 29 cittá.

## Galleria d'immagini

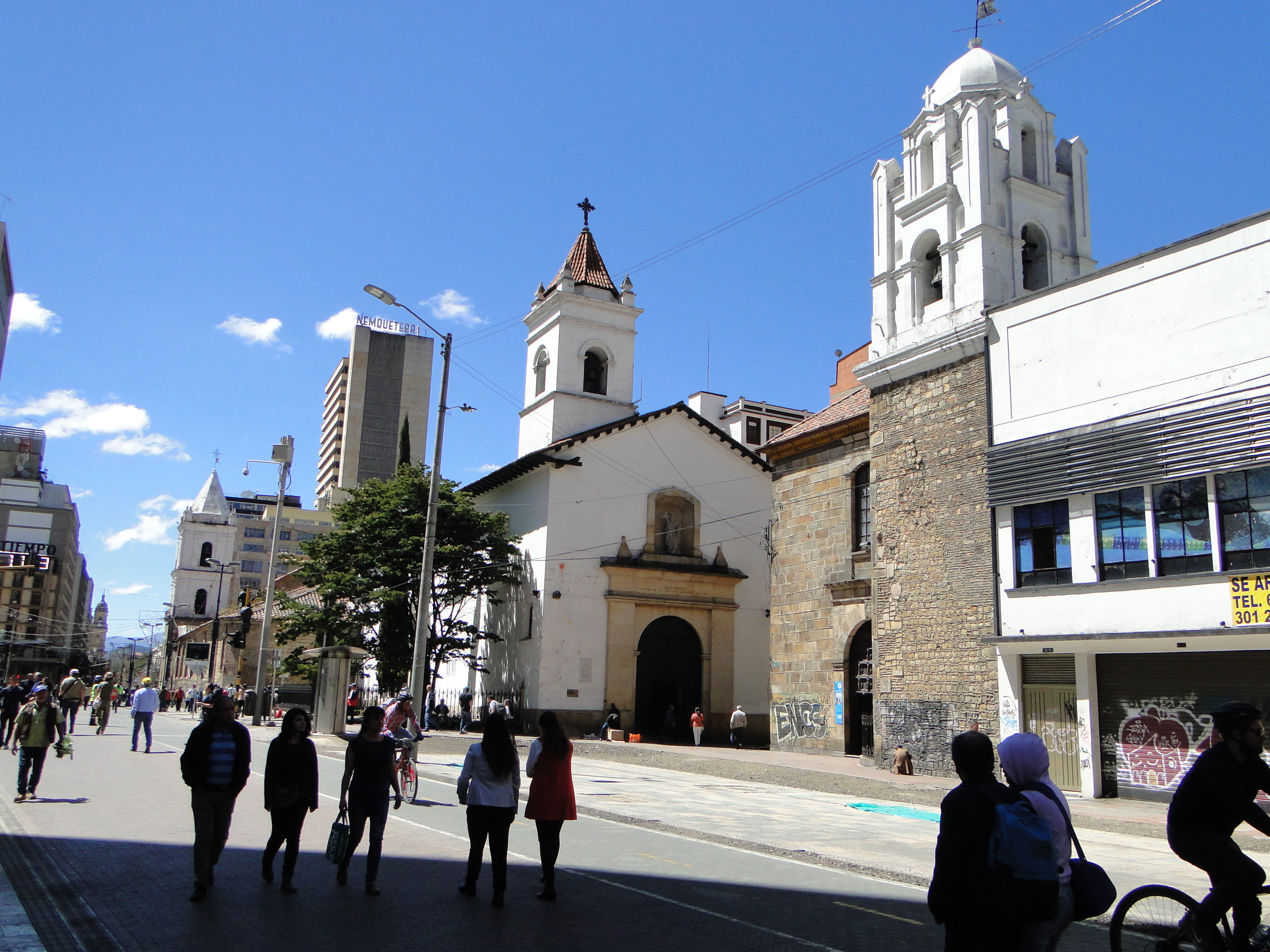
Le prime chiese a Bogotà
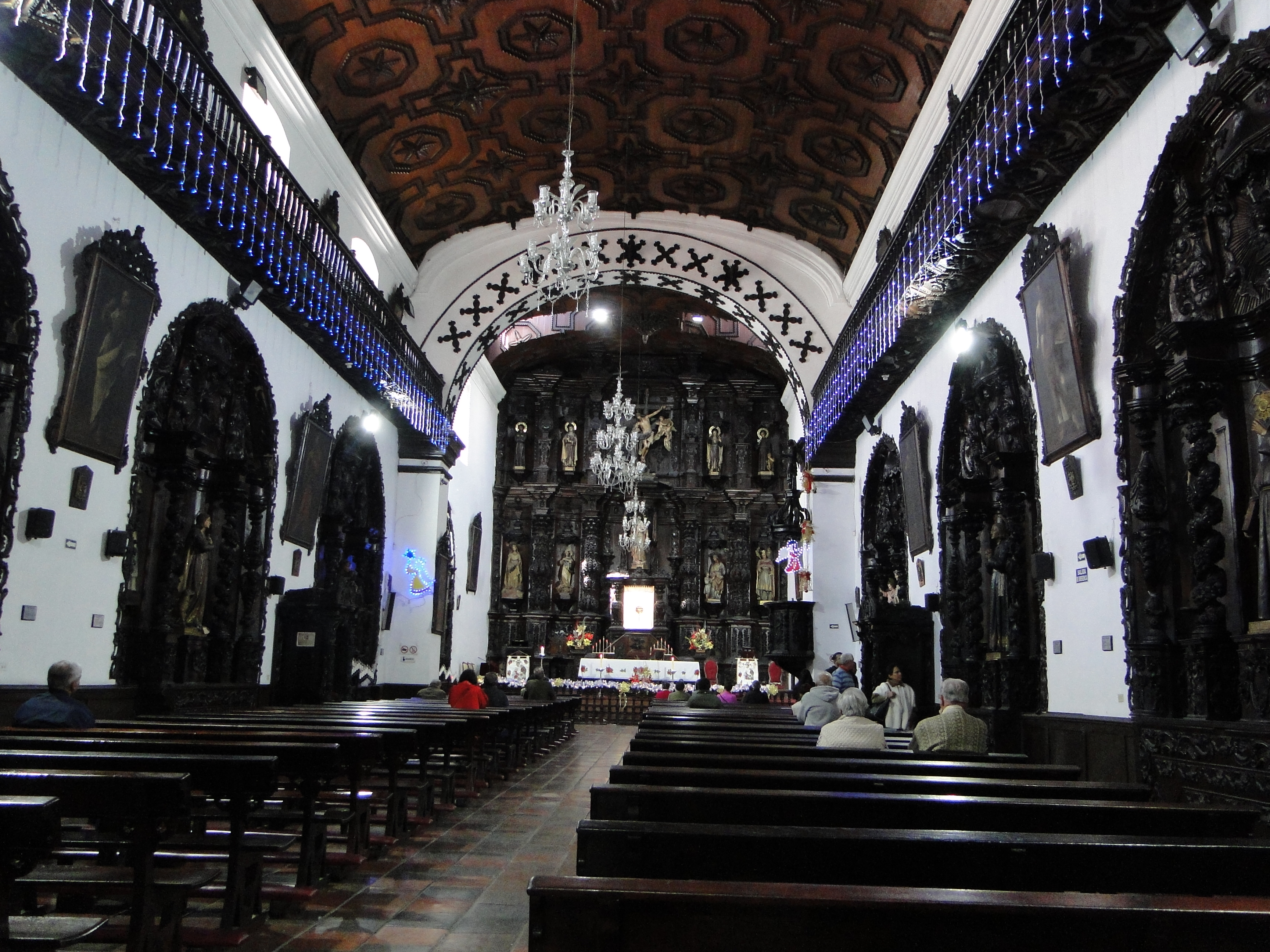
Chiesa de la Tarcera (vista interna)
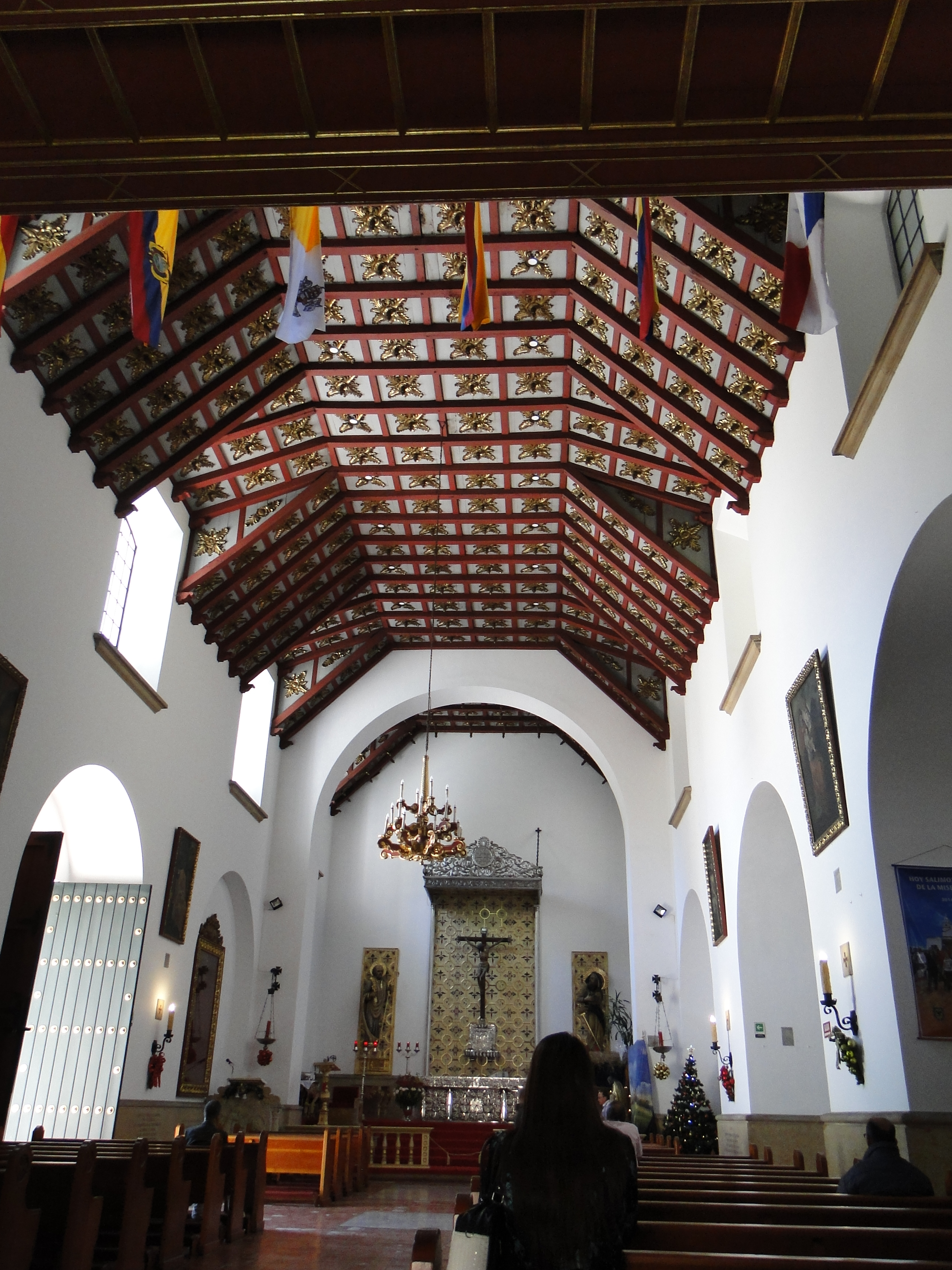
La chiesa di Veracruz (vista interna)
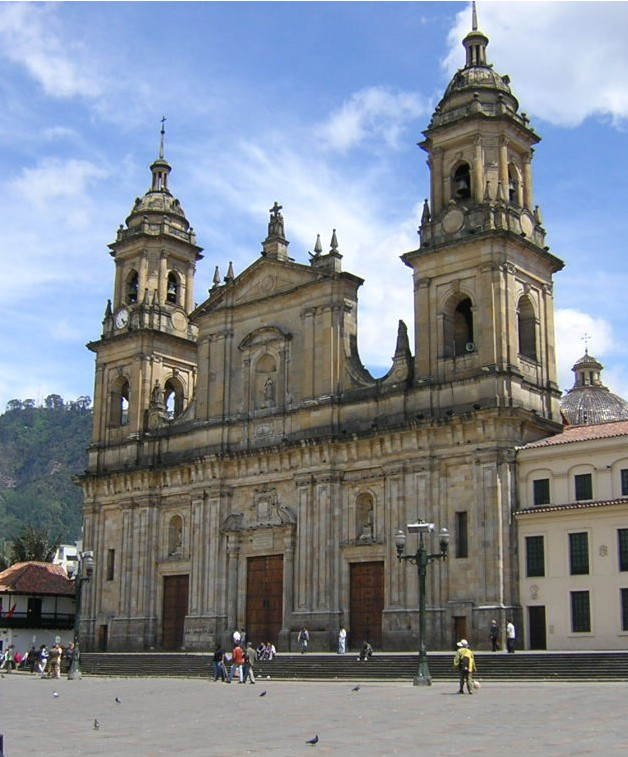
Facciata della Cattedrale dell'Immacolata Concezione
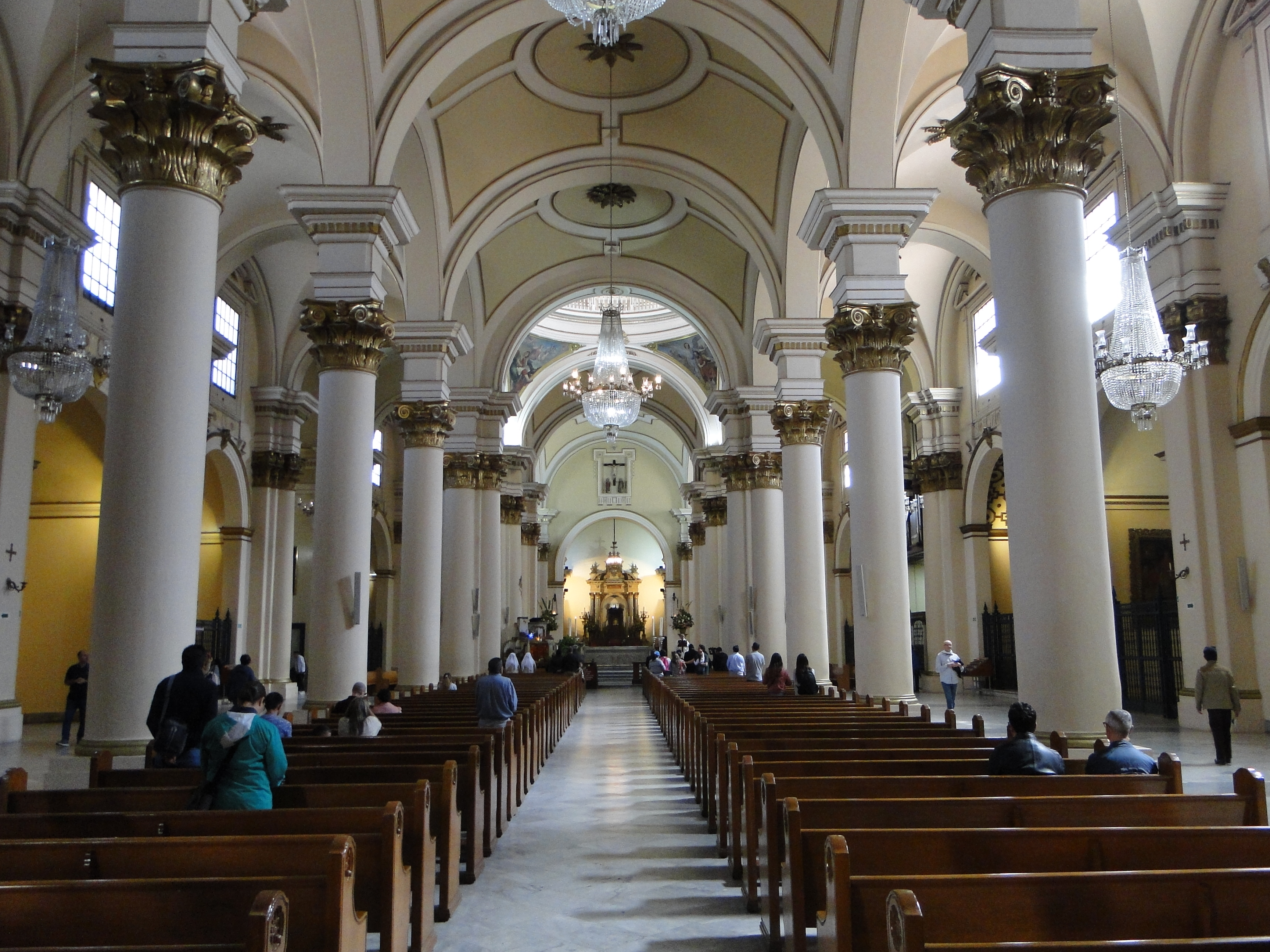
La cattedrale (vista interna)
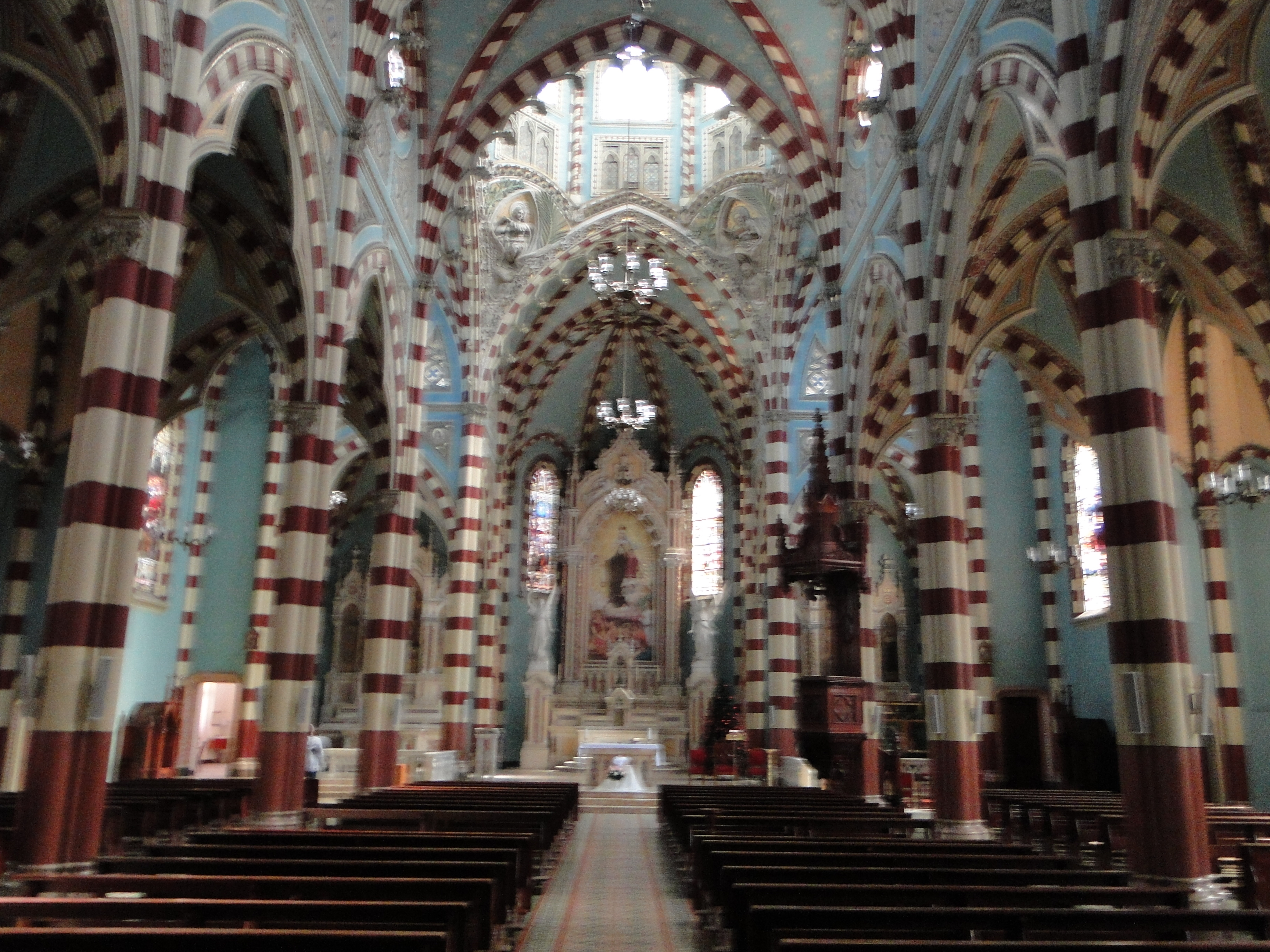
Chiesa italiana di Nostra Signora del Carmine (vista interna)
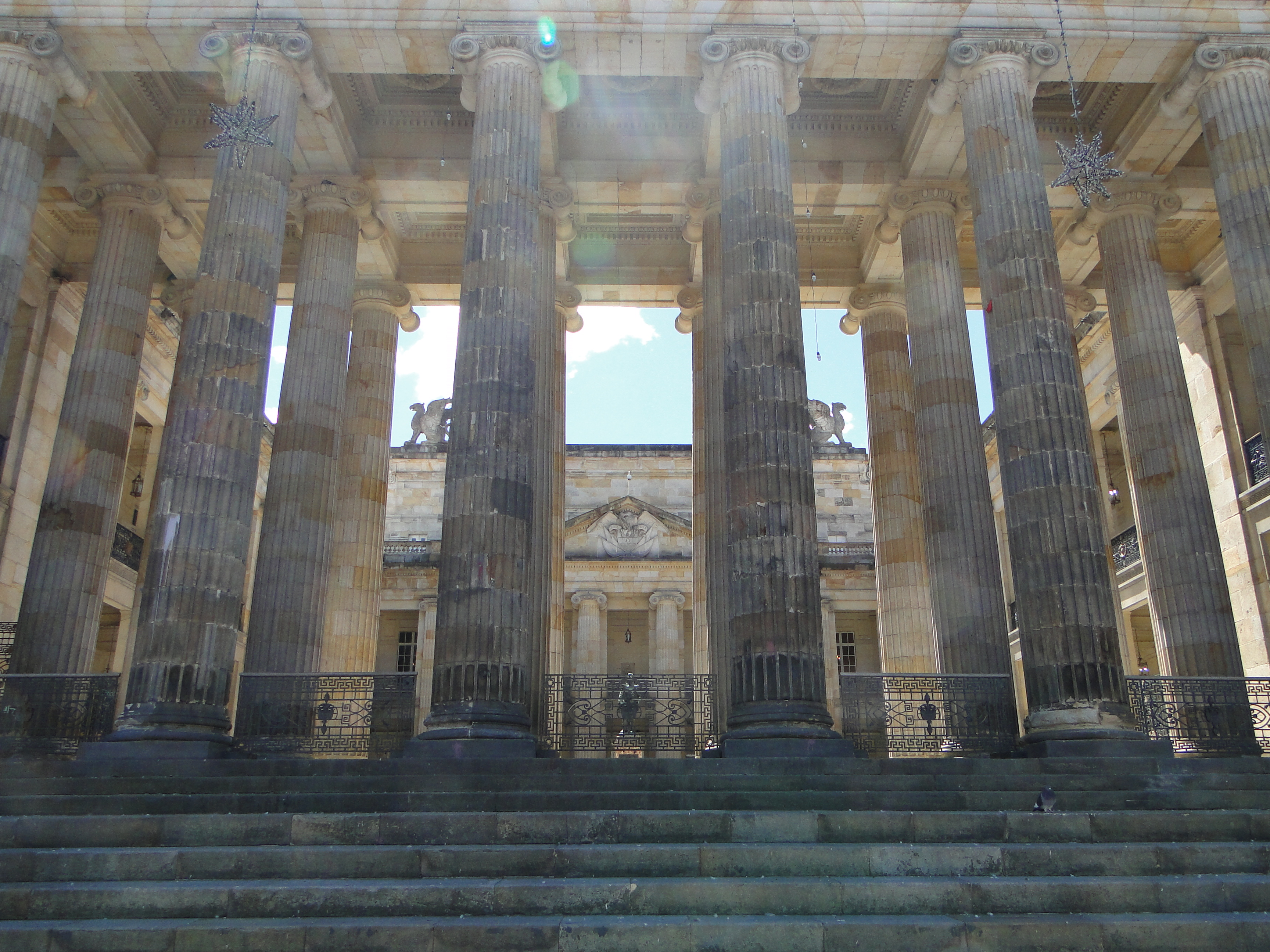
Capitol
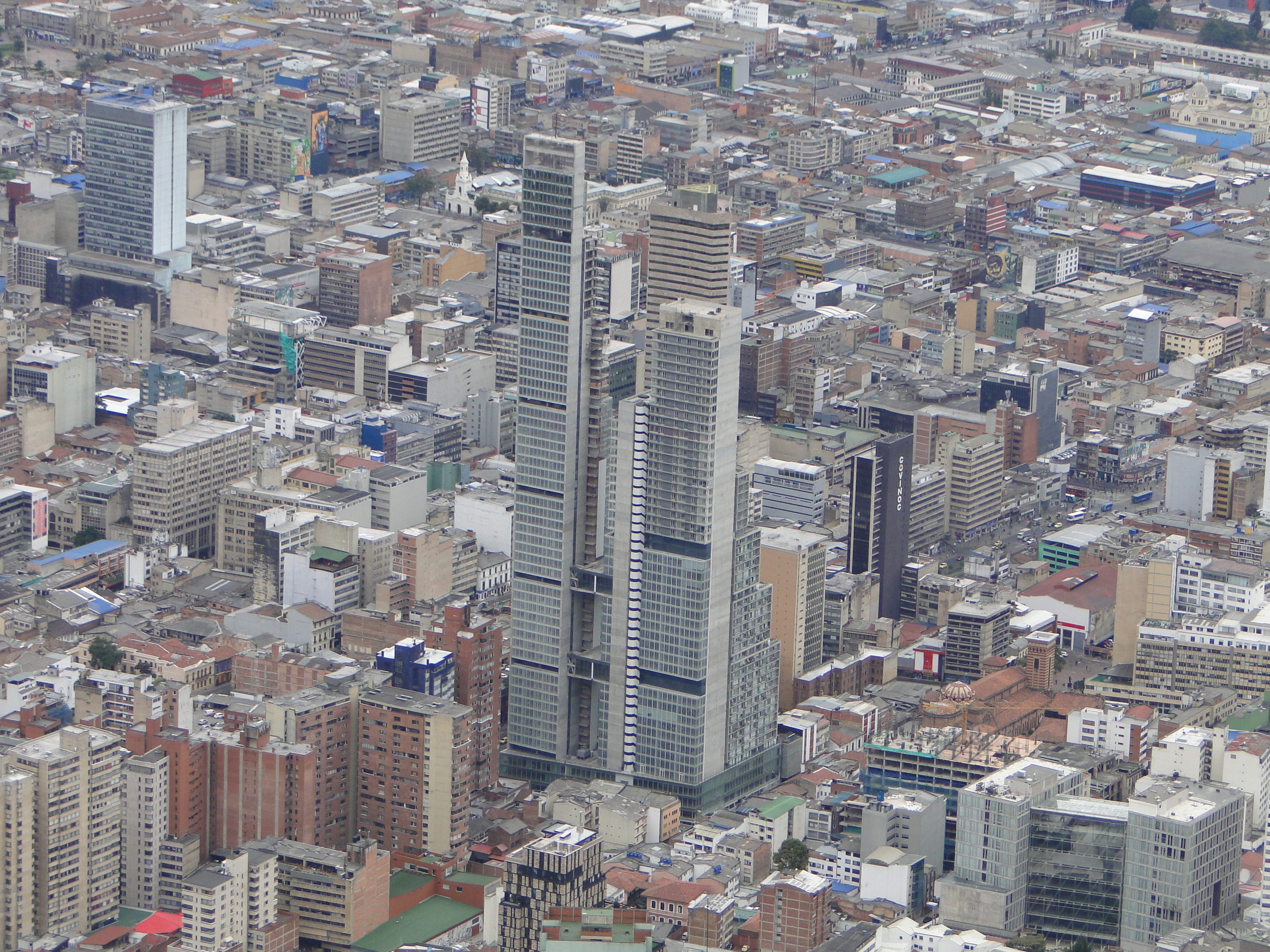
Vista della città dalla collina di Montserrat
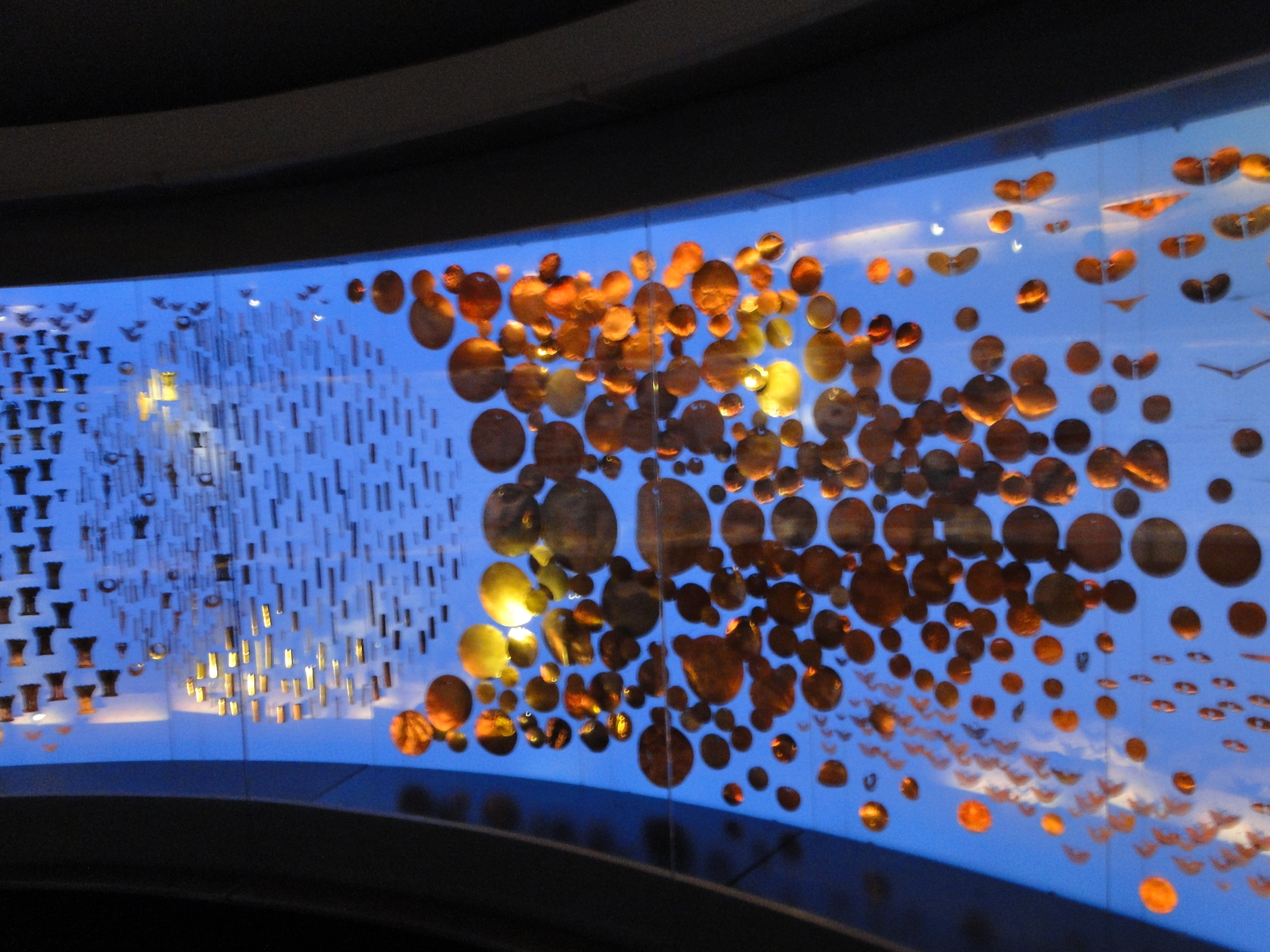
Nel museo dell'oro
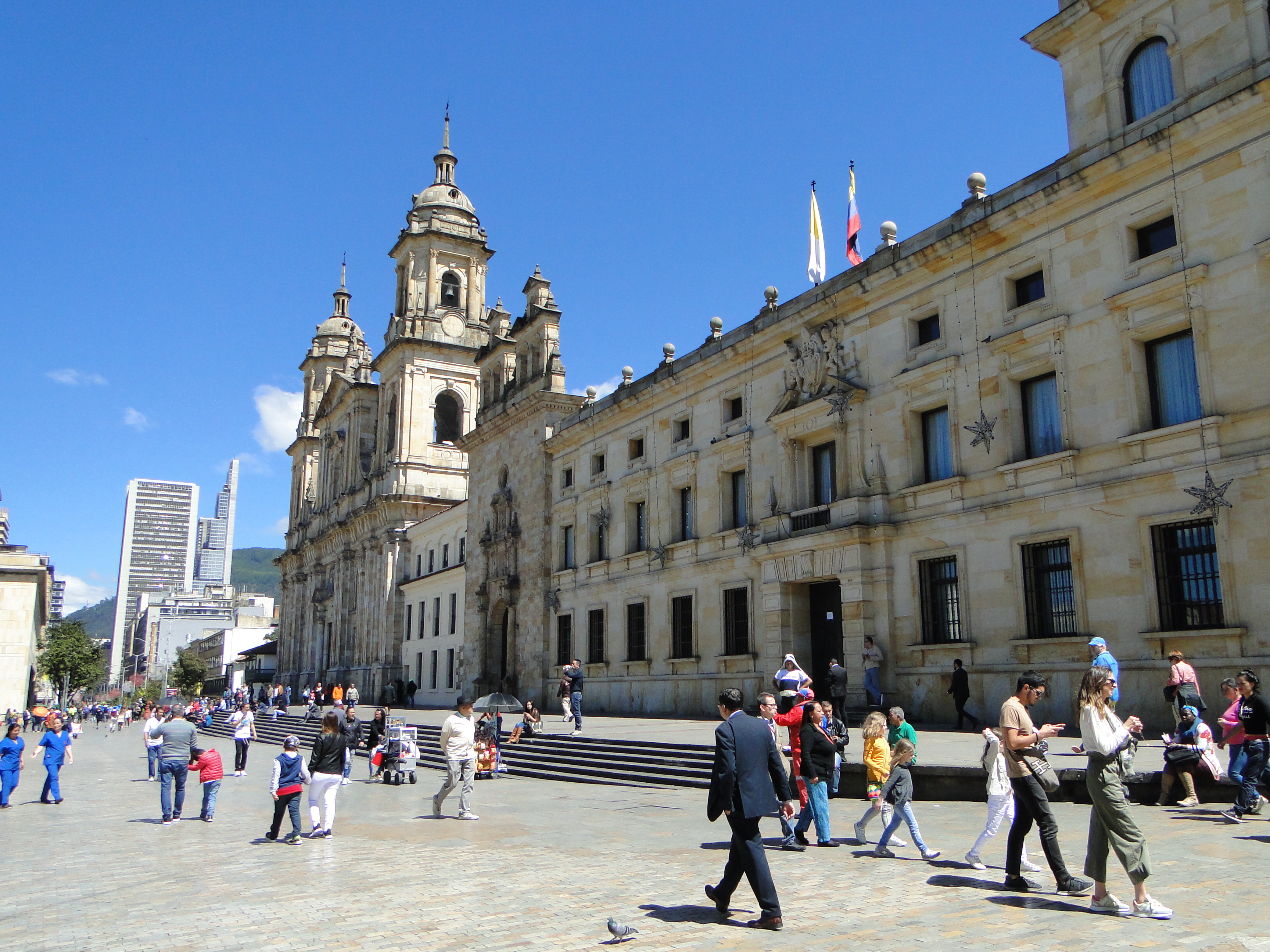
Piazza Bolivar